# Austrelatus flavocapitatus
Austrelatus flavocapitatus (лат.) — вид жуков-плавунцов рода Austrelatus из подсемейства Copelatinae (Dytiscidae). Новая Гвинея. Видовое название A. flavocapitatus представляет собой сочетание латинских слов flavus (жёлтый) и capitatus (голова) и относится к ярко выраженной желтоватой окраске головы этого вида.

## Распространение и экология
Встречается на острове Новая Гвинея (Папуа — Новая Гвинея, провинция Ист-Сепик, Lembena.

## Описание
Мелкие жуки-плавунцы, длина 5,4—6,1 мм. Жуки с буровато-чёрными надкрыльями и переднеспинкой и желтовато-красными головой, боками переднеспинки, базальной полосой и большим вершинным пятном на надкрыльях. Представителей можно отличить от близких видов по следующей комбинации признаков: срединная доля гениталий имеет левую дорсальную долю покрытую крупными спинулоподобными структурами, её вершина слегка изогнута вниз. Голова желтовато-красная. Пронотум буровато-чёрный на диске и желтовато-красный по бокам, особенно на передних углах. Надкрылья буровато-чёрные, с отчётливой, довольно широкой, желтовато-красной базальной полосой и крупным, часто латерально расширяющимся жёлтым пятном на вершине. Щитик красноватый до буровато-чёрного. Антенны, другие головные придатки, а также передние и средние ноги желтовато-красные, задние ноги отчётливо темнее, особенно дистально. Брюшная сторона красновато-коричневая до коричневой, бледнее на про- и метавентрите и брюшных вентритах 1-3. Надкрылья с (10-11)+1 бороздками.